# Подлесная улица
Подлесная улица — улица в городе Королёве, в районе Костино.

## История
Застройка улицы началась в 1992 году. Улица Подлесная застроена 16-этажными жилыми домами.

## Трасса
Улица Подлесная начинается от улицы Победы и заканчивается на  улице Ушакова.

## Транспорт
По улице Подлесная общественный транспорт не ходит.
Движение транспорта двухстороннее. 

## Примечательные здания и сооружения
5-этажные гаражи, голубятня, школа №18.